# 電気設備に関する技術基準を定める省令
電気設備に関する技術基準を定める省令（でんきせつびにかんするぎじゅつきじゅんをさだめるしょうれい、平成9年通商産業省令第52号）とは、電気事業法に基づき、発電用設備の原動機などを除く電気工作物の技術基準を定める府省令。行政手続法に基づく審査基準でもある。
平成9年に全面改訂された際に機能性基準となり、その具体例については同年5月に電気設備の技術基準の解釈として制定された。

## 制定までの経過
- 1911年（明治44年）9月5日　電気工事規程　制定（逓信省令第26号、明治44年発布電気事業法に伴い制定）
- 1919年（大正8年）10月13日　電気工作物規程　制定（逓信省令第85号、電気工事規程が改正・改称）
- 1932年（昭和7年）11月21日　電気工作物規程　全文改正（逓信省令第53号、電気事業法の全文改正に伴う）
- 1939年（昭和14年）1月19日　電気工作物臨時特例（戦時下の資源節約のための大幅緩和措置）
- 1949年（昭和24年）12月29日　電気工作物規程　大改正（逓信省令第76号、国内経済情勢・技術の進歩等に対応）
- 1949年（昭和24年）5月25日　通商産業省設置、資源庁電力局発足
- 1954年（昭和29年）4月1日　電気工作物規程　新規制定（通商産業省令 第13号）
- 1965年（昭和40年）6月15日　電気設備に関する技術基準を定める省令（電気工作物規程の大部分を継承）
- 1997年（平成9年）3月27日　電気設備技術基準　全面改正（現行。機能性基準化等により条文を削減。裁量の幅をある程度抑制するため具体例として『電気設備の技術基準の解釈』公表）

## 全面改正後の改正内容
- 2000年（平成12年）6月30日改正[4] 7月1日施行（第1次改正）
- 2000年（平成12年）9月20日改正[5] 同日施行（第2次改正）
- 2001年（平成13年）3月21日改正[6] 4月21日施行（電気工事士法施行規則等の一部を改正する省令5条による改正）
- 2001年（平成13年）6月29日改正[7] 7月1日施行（第3次改正）
- 2004年（平成16年）7月22日改正[8] 同日施行　（第4次改正。特殊場所の電気設備の施設禁止に関して改正）
- 2005年（平成17年）3月10日改正[9] 同日施行　（第5次改正。一般用電気工作物としての燃料電池発電設備に求める技術的要件を規定。ただし、設置済のもの又は設置工事中のものは2006年3月末日まで適用猶予がある）
- 2007年（平成19年）3月28日改正[10] 同日施行　（第6次改正。第72条（特別高圧の電気設備の施設の禁止）ただし書中「誘導電動機」の下に「、同期発電機，誘導発電機」を加え、「固形の」を削る）
- 2008年（平成20年）4月7日改正[11] 5月1日施行　（電気事業法施行規則及び電気設備に関する技術基準を定める省令の一部を改正する省令2条による）
- 2011年（平成23年）3月31日改正[12] 4月1日施行　（電気関係報告規則等の一部を改正する省令3条による。電力設備から発生する磁界に係る規制の導入等のための改正）
- 2011年（平成23年）3月31日改正[13] 10月1日施行　（第7次改正。ただし、設置済のもの又は設置工事中の電気工作物は従前の例による）
- 2012年（平成24年）6月1日改正[14] 同日施行　（電気関係報告規則等の一部を改正する省令3条による改正。ただし、水質汚濁防止法の規定する有害物質貯蔵指定施設については、施行日から3年間の第19条第5項及び第6項の適用除外がある）
- 2012年（平成24年）7月2日改正[15] 8月1日施行　（第8次改正。電気設備から発生する磁界について、鉄道に関する設備から発生するものについて、鉄道に関する法令において規制を行う旨改正）
- 2012年（平成24年）9月14日改正[16]　原子力規制委員会設置法の施行の日（平成24年9月19日）から施行　（原子力規制委員会設置法の施行に伴う経済産業省関係省令の整備に関する省令16条による改正）
- 2016年（平成28年）3月23日改正[17] 電気事業法等の一部を改正する法律の施行の日（2016年4月1日）から施行　(石油の備蓄の確保等に関する法律施行規則等の一部を改正する省令2条による改正）
- 2016年（平成28年）9月23日改正[18][19]9月24日施行（電気関係報告規則及び電気設備に関する技術基準を定める省令の一部を改正する省令2条による。サイバーセキュリティ確保等のための改正）
- 2017年（平成29年）3月31日改正[20][21]電気事業法等の一部を改正する等の法律の施行の日（2017年4月1日）から施行（電気関係報告規則等の一部を改正する省令9条による改正）
- 2020年（令和2年）5月13日改正[22][23]同日施行（令和元年房総半島台風による鉄塔倒壊を踏まえた改正）
- 2021年（令和３年）2月26日改正[24] [25]同日施行（バイオマスガス発電設備に係る技術基準を明確化）
- 2021年（令和3年）3月31日改正[26][27]4月1日施行（大型ガスタービン発電所における遠隔常時監視制御導入のための改正）

- 2022年（令和4年）3月31日改正[28][29]4月1日施行（JIS規格等を引用している電技解釈の条文について、規格を最新のものに更新する改正）

- 2022年（令和4年）6月10日改正[30][31]10月1日施行（電気工作物のうち、一般送配電事業、送電事業、配電事業、特定送配電事業又は発電事業（電気事業法施行規則第四十八条の二に該当するもの）の用に供するもののみに義務づけられていたサイバーセキュリティーの確保義務を自家用電気工作物を含む全ての事業用電気工作物に拡大する改正）

## 注・出典
1. ↑  新省令の施行は平成9年6月1日
2. ↑  電気事業法第三十九条第一項 及び第五十六条第一項 の規定に基づく。
3. ↑  電気設備の技術基準の解釈の最新版は令和3年5月31日改正（令和3年9月20日現在）
4. ↑  平成12年通商産業省令第122号
5. ↑  平成12年通商産業省令第189号
6. ↑  平成13年経済産業省令第27号
7. ↑  平成13年経済産業省令第180号
8. ↑  平成16年経済産業省令第79号
9. ↑  平成17年経済産業省令第18号
10. ↑  平成19年経済産業省令第21号
11. ↑  平成20年経済産業省令第31号
12. ↑  平成23年経済産業省令第14号
13. ↑  平成23年経済産業省令第15号
14. ↑  平成24年経済産業省令第44号
15. ↑  平成24年経済産業省令第48号
16. ↑  平成24年経済産業省令第68号
17. ↑  平成28年経済産業省令第27号
18. ↑  平成28年経済産業省令第91号
19. ↑  “電気関係報告規則及び電気設備に関する技術基準を定める省令の一部を改正する省令について（METI/経済産業省）”. www.meti.go.jp. 2021年9月20日閲覧。
20. ↑  平成29年経済産業省令第32号
21. ↑  “「電気関係報告規則等の一部を改正する省令」及び「原子力発電工作物の保安に関する命令及び原子力発電工作物に係る電気関係報告規則の一部を改正する命令」等について（METI/経済産業省）”. www.meti.go.jp. 2021年9月20日閲覧。
22. ↑  令和2年経済産業省令第47号
23. ↑  “電気設備に関する技術基準を定める省令の一部改正について（METI/経済産業省）”. www.meti.go.jp. 2021年9月20日閲覧。
24. ↑  令和3年経済産業省令第6号
25. ↑  “電気設備に関する技術基準を定める省令の一部改正について（METI/経済産業省）”. www.meti.go.jp. 2022年8月9日閲覧。
26. ↑  令和3年経済産業省令第28号
27. ↑  “電気設備に関する技術基準を定める省令の一部改正について（METI/経済産業省）”. www.meti.go.jp. 2021年9月20日閲覧。
28. ↑  令和四年経済産業省令第二十四号
29. ↑  “電気設備に関する技術基準を定める省令の一部改正について（METI/経済産業省）”. www.meti.go.jp. 2022年8月8日閲覧。
30. ↑  令和四年経済産業省令第五十一号
31. ↑  “電気設備に関する技術基準を定める省令の一部改正について（METI/経済産業省）”. www.meti.go.jp. 2022年8月8日閲覧。